# Ramason Rahimow
Ramason Rahimow (tadschikisch Рамазон Раҳимов; * 25. April 1960) ist ein tadschikischer Politiker. Seit Januar 2012 ist er Innenminister Tadschikistans.

## Karriere
Rahimow wurde am 25. April 1960 geboren. 1982 schloss er ein Studium der Ingenieurwissenschaften ab und fand 1983 eine erste Anstellung im Staatsdienst. Nach Fällen von Veruntreuung und Amtsmissbrauch war Rahmimow im Südwesten des heutigen Tadschikistan, unter anderem in Kulob, tätig und dort insbesondere mit dem Kampf gegen Amtsdelikte beschäftigt. 1989 wurde er in Danghara zum Chef der Zweigstelle zur Bekämpfung von Veruntreuung ernannt. Auch nach dem Zerfall der Sowjetunion und der Unabhängigkeit Tadschikistans 1991 setzte Rahimow seine Karriere im Bereich der Strafverfolgung fort. 1992 wurde er stellvertretender Leiter der Abteilung für Innere Angelegenheiten bei der Polizei in Danghara. 1995 wechselte er in das nahegelegene Norak, ehe er 1995 als stellvertretender Leiter der Abteilung für Wirtschaftskriminalität im tadschikischen Innenministerium tätig wurde. Im März 2005 ernannte Präsident Emomalij Rahmon Rahimow zum stellvertretenden Innenminister. 2007 wurde er Leiter der Migrationsbehörde Tadschikistans. Am 29. Juli 2011 wurde Rahimow auf Anweisung des tadschikischen Präsidenten zum Generalleutnant befördert.
Am 5. Januar 2012 wurde Ramason Rahimow per Dekret vom Präsidenten Rahmon zum Innenminister Tadschikistans ernannt. Dieses Amt hat Rahimow bis heute inne. Ein zentrales Thema seiner bisherigen Amtszeit ist die Bekämpfung des Islamistischen Terrorismus und insbesondere des Islamischen Staats, der in Tadschikistan zahlreiche Anhänger rekrutiert. Insbesondere die Ermordung von vier Fahrradtouristen in Tadschikistan durch den Islamischen Staat sorgte für eine verstärkte Aufmerksamkeit für das Thema. Rahimow warnte daraufhin mehrfach vor den Gefahren durch den Terrorismus und beschuldigte gleichzeitig die verbotene Islamische Partei der Wiedergeburt Tadschikistans für den Anschlag verantwortlich zu sein. Als Reaktion auf den Anschlag besuchte Rahimow außerdem die Uraufführung eines Theaterstücks, das die Geschichte eines Jugendlichen erzählt, der sich dem IS anschließt. Angeblich soll das Stück von Rahimow selbst, der bereits als Autor zahlreicher Gedichte in Erscheinung getreten ist, verfasst worden sein.
Rahimow vertritt Tadschikistan in seiner Funktion als Minister auch nach außen, insbesondere bei Konferenzen und Zusammentreffen mit Amtskollegen. Im Februar 2018 unterzeichnete er in seiner damaligen Funktion als Vorsitzender des Rats der Innenminister der GUS-Staaten in Moskau ein Abkommen zur Einrichtung eines Koordinierungsbüros zur Bekämpfung der Organisierten Kriminalität. Bei einem Besuch in Peking im März 2019 traf Rahimow unter anderem mit Zhao Kezhi zusammen und vereinbarte eine intensivere bilaterale Zusammenarbeit, unter anderem zur Terrorismusbekämpfung.
Rahimow machte außerdem Schlagzeilen, indem er 2017 anordnete, dass Polizisten und Angestellte des Innenministeriums mindestens einmal im Monat eine Theateraufführung besuchen müssen. Außerdem forderte er im Dezember 2016 übergewichtige Polizeibeamte auf, ihr Körpergewicht deutlich zu reduzieren. Als Konsequenz mangelnder Umsetzung dieser Anordnung wurden 2017 mehr als 100 Beamte entlassen.

## Privates
Rahimow ist verheiratet und hat fünf Kinder. Er gilt als ein Förderer des Sports und nimmt als Innenminister zahlreiche Verpflichtungen in diesem Bereich wahr. Rahimow selbst ist ein talentierter Schachspieler. Zudem hat er zahlreiche Gedichte verfasst, die in Tadschikistan veröffentlicht wurde. Teilweise handelte es sich bei diesen Gedichten um Lobpreisungen des autoritär regierenden Präsidenten Rahimow.